# Speudotettix minor
Speudotettix minor är en insektsart som beskrevs av Alexander Fyodorovich Emeljanov 1962. Speudotettix minor ingår i släktet Speudotettix och familjen dvärgstritar. Inga underarter finns listade i Catalogue of Life.